# بهمن صفوت
بهمن صفوت (۱۳۱۹ در اهواز - آبان ۱۳۸۵) روزنامه‌نگار و نویسنده و از پیشکسوتان مطبوعات ایران بود.
بهمن صفوت فرزند دکتر امیرحسین صفوت در سال ۱۳۱۹ در شهر اهواز دیده به جهان گشود. صفوت از سال ۱۳۳۹ در مجله اطلاعات هفتگی آغاز به کار کرد و در نشریات مختلف قلم زد. وی در سال ۱۳۴۶ با بورسیه در دانشگاه کمبریج انگلستان، تحصیلات روزنامه‌نگاری را گذراند. او همچنین مدتی در بخش فارسی و قسمت ورزشی بی‌بی‌سی لندن به کار پرداخت تا سرانجام به دعوت مسئولین وقت به ایران بازگشت.
او مدتی با رادیو و مجلات ورزشی از جمله کیهان ورزشی همکاری کرده و سرانجام به عنوان دبیر سیاسی و ورزشی روزنامه آیندگان تا ماه‌های نخستین انقلاب به فعالیت ادامه داد.
صفوت در اکثر مسابقات بین‌المللی وجام جهانی تیم ملی فوتبال ایران را همراهی کرده و گزارشات متعددی را از این مسابقات در روزنامه آیندگان منعکس می‌نمود.
صفوت پس از انقلاب و بسته شدن روزنامه آیندگان، در راه اندازی روزنامه‌های اطلاعات بین‌الملل، نامه ایران، صبح خانواده، روزنامه توس، فضیلت، و… نقشی چشمگیر داشت و همواره به آموزش روزنامه نگاران جوان می‌پرداخت.
بسیاری از خبرنگارانی که تحت راهنمایی‌های وی فعالیت می‌کردند، امروز مردان نام‌آوری در عرصه فرهنگ و مطبوعات کشور به شمار می‌آیند.
از جمله آثار وی کتاب «فوتبال جام جهانی ۸۲ - اسپانیا» است که با همکاری عطاالله بهمنش به چاپ رسید و همچنین نگارش و پژوهش و گردآوری سه کتاب شهرکرج، از آخرین دستاوردهای وی بود که جلد نخست و دوم آن به چاپ رسیده است. اثر دیگر وی در زمینه ورزش کتاب ارزنده «کتاب سال ورزش ۱۳۶۲» می‌باشد که در تهران و سال ۱۳۶۲ به چاپ رسیده است.
کتاب نخست وی در زمینه شهر کرج با عنوان «کرج، همنشین تاریخ و طبیعت» در زمستان ۱۳۸۱ و مجلد دوم در سال ۱۳۸۳ منتشر شده‌اند. این دو مجلد در حقیقت مشتمل بر مجموعه مقالاتی هستند که حوزه‌های مختلفی را تحت پوشش قرار می‌دهند.
از جمله موضوع‌های آن می‌توان به فرهنگ و هنر، هویت کرج، مسائل شهری و زیست‌محیطی، ورزش، معرفی نهادهای علمی و پژوهشی، مطبوعات و رسانه‌ها، شعر و شاعران و نیز گزارش‌های موضوعی مختلف دیگری اشاره کرد. این مجموعه از نظر محتوایی قابل تأمل است چرا که انواع گوناگونی از مطالب را در خود جای داده است. از مصاحبه، یادداشت، گزارش گرفته تا مقالات کاملاً علمی که قابل انتشار در مجلات دانشگاهی و پژوهشی هستند را می‌توان در این مجموعه مشاهده کرد.
بهمن صفوت همچنین عضو کانون نویسندگان ایران بود و مدتی بعنوان بازرس با این نهاد فرهنگی- صنفی و غیرانتفاعی همکاری داشت.
بهمن صفوت قلمی‌توانا و طبعی شوخ و لطیف داشت. او همچنین علاقه فراوانی به عارفان بزرگ ایرانی داشت، چنانچه سالهای آخرین عمر خود را بیشتر در مجاورت مزار بایزید بسطامی وابوالحسن خرقانی بسر آورد.
این روزنامه‌نگار پیشکسوت و نویسنده در آبان سال ۱۳۸۵ در حالی‌که تا آخرین دم زندگی مشغول نگارش و پی‌گیری کتاب سوم خویش بود درگذشت.

## روزنامه‌نگاری
- اطلاعات هفتگی
- کیهان ورزشی
- آیندگان
- اطلاعات بین‌الملل
- نامه ایران
- صبح خانواده
- توس
- فضیلت

## آثار
- فوتبال جام جهانی ۸۲ - اسپانیا[۸]
- کرج، همنشین تاریخ و طبیعت
- کتاب شهر کرج جلد نخست
- کتاب شهر کرج جلد دوم[۹]
- کتاب سال ورزش ۱۳۶۲